# Georg Ay
Georg Ay (9 de junho de 1900 em Quedlinburg, Província da Saxónia - 1 de fevereiro de 1997 em Linz am Rhein) foi um político alemão, membro do Partido Nazi.
Ay entrou pela primeira vez no Partido Nazi em dezembro de 1929 e em 1931 foi nomeado Kreisleiter dos círculos do partido em Quedlinburg- Ballenstedt. Ele foi um membro nazi do Reichstag de 1933 até ao colapso do Terceiro Reich em 1945.